# Гладишев Ярослав Вадимович
Ярослав Вадимович Гладишев (рос. Ярослав Вадимович Гладышев, нар. 5 травня 2003, Кіров, Росія) — російський футболіст, нападник московського «Динамо» та молодіжної збірної Росії.

## Ігрова кар'єра

### Клубна
Ярослав Гладишев починав займатися футболом у Академії футболу ім. Юрія Конопльова, де на той момент працював тренером його батько - Вадим Гладишев, відомий в минулому своїми виступами за клуб з міста Кіров. У 2016 році Ярослав перейшов до академії футболу московського «Динамо» імені Льва Яшина. 11 вересня 2020 року нападник дебютував у складі «Динамо» у молодіжній першості Росії.
22 вересня 2021 року Гладишев вперше вийшов на поле в основі команди в матчі на Кубок Росії. За місяць футболіст зіграв свою першу гру в «Динамо» у чемпіонаті Росії.
У грудні 2022 року Гладишев продовжив контракт з «Динамо» до 2026 року.

### Збірна
З 2019 року Ярослав Гладишев виступав за юнацькі збірні Росії. У 2022 році нападник дебютував у складі молодіжної збірної Росії.